# Paulo Sá
Paulo Miguel de Barros Pacheco Seara de Sá (Guimarães, 12 de julho de 1965) é um professor universitário, ex-deputado à Assembleia da República Portuguesa pelo Partido Comunista Português, eleito pelo círculo eleitoral do Distrito de Faro consecutivamente nas eleições legislativas portuguesas de 2011 e de 2015.

## Biografia
Natural de Guimarães, estudou na União Soviética, onde foi Presidente da Associação de Estudantes Portugueses. Licenciado e Mestre em Física pela Universidade Estatal de Moscovo, fez Doutoramento e Agregação em Física no Instituto Superior Técnico. Professor da Universidade do Algarve desde 1993. 
Foi membro do Conselho Geral da Universidade do Algarve, vice-presidente do Conselho Diretivo da Unidade de Ciências Exatas e Humanas, presidente do Conselho Pedagógico da Faculdade de Ciências e Tecnologia, e membro do Senado da Universidade do Algarve.
Foi membro do Conselho Geral do Agrupamento de Escolas de Montenegro, em Faro, tendo ainda sido presidente da Associação de Pais e Encarregados de Educação deste agrupamento. 
Foi fundador e membro da 1.ª Direção do Centro de Ciência Viva do Algarve. Foi membro do conselho consultivo deste centro.

## Atividade Política
Militante do Partido Comunista Português desde 1983, foi membro da Comissão Nacional do PCP para a Ciência e Tecnologia, da Direção da Organização Regional do Algarve, da Comissão Concelhia de Faro do PCP e da sua Comissão Regional para as Questões da Educação e Ensino.
Foi mandatário distrital da candidatura de Francisco Lopes à Presidência da República.

### Política Algarvia
Eleito na Assembleia Municipal de Faro em 2009 e 2013, foi candidato pela Coligação Democrática Unitária à Assembleia de Freguesia de Montenegro nas Eleições Autárquicas de 2005, e cabeça de lista da CDU às eleições legislativas de 2009 pelo círculo de Faro.

### Deputado à Assembleia da República
Eleito pelo Círculo Eleitoral do Distrito de Faro por duas vezes, na XIII e na XII Legislatura.